# Complesso monumentale di Brâncuși a Târgu Jiu
Il complesso monumentale di Brâncuși a Târgu Jiu (in romeno Ansamblul monumental Brâncuși de la Târgu-Jiu) è un sito commemorativo che rende omaggio agli eroi rumeni della prima guerra mondiale. Si trova a Târgu Jiu, lungo un asse monumentale di 1,3 km, orientato da ovest a est, ai cui estremi si trovano due parchi, e comprende tre sculture di Constantin Brâncuși: la Tavola del Silenzio (Masa tăcerii), la Porta del Bacio (Poarta sărutului) e la Colonna dell'Infinito (Coloana Infinitului). L'insieme è considerato una delle maggiori opere di scultura all'aperto del XX secolo e si tratta probabilmente dell'opera più importante che Constantin Brâncuși ha lasciato al proprio paese.

## Storia
Il monumento fu commissionato dalla Lega nazionale delle donne di Gorj per onorare i soldati che avevano difeso Târgu Jiu nel 1916 dalle forze degli Imperi centrali. Constantin Brâncuși (1876-1957) all'epoca viveva a Parigi, ma accolse con favore l'opportunità di creare una grande scultura commemorativa nella sua terra natale. Accettò l'incarico nel 1935, ma rifiutò di riceverne un pagamento in cambio. La costruzione fu intrapresa nel 1937. Il complesso monumentale venne inaugurato il 27 ottobre 1938.
Durante l'epoca del realismo socialista Brâncuși fu contestato come esponente del "formalismo borghese cosmopolita". Tuttavia nel 1964 la sua opera fu riscoperta in Romania ed egli fu rivalutato come genio nazionale e di conseguenza il complesso di Târgu Jiu fu restaurato dopo un lungo periodo di degrado.
Il complesso è stato iscritto nella Lista dei patrimoni dell'umanità dell'UNESCO il 27 luglio 2024.

## Localizzazione
Il complesso comprende un parco lungo il fiume Jiu dedicato allo scultore, il viale centrale della città (Calea Eroilor, cioè "Viale degli eroi"), che corre lungo il 45º parallelo, e un secondo grande parco (detto Parco della Colonna) posto a est del centro cittadino. Tali elementi costituiscono l'area iscritta come patrimonio dell'umanità, la cui superficie è di 26,58 ettari, mentre la zona di rispetto intorno si estende per altri 78,05 ettari.
La Tavola del silenzio si trova all'estremità occidentale dell'asse prospettico del complesso, presso la riva del fiume. Da qui parte il lungo viale affiancato da panchine e sedili cubici a clessidra che giunge all'estremo opposto del parco dove, in prossimità dell'entrata principale, si trova la Porta del bacio. Il viale degli eroi si trova in asse con la chiesa ortodossa dei Santi Apostoli Pietro e Paolo, la principale della città, che viene a trovarsi quasi al centro del complesso. Più a est, sempre sullo stesso asse e ormai all'esterno dell'abitato, si trova il secondo parco, di fatto un grande prato con sentieri, bassi cespugli e panchine, in cui si erge la Colonna dell'infinito.

## LaColonna dell'infinito
La Colonna dell'infinito simboleggia il concetto di infinito, l'infinito sacrificio dei soldati rumeni e l'eterna gratitudine nei loro confronti. La Colonna infinita è composta da 15 moduli romboidali impilati, con mezza unità in alto e in basso, per un totale di 16. Si ritiene che l'unità superiore incompleta sia l'elemento che esprime il concetto di infinito. Brâncuși aveva sperimentato questa forma già nel 1918, con una versione in quercia che ora si trova nella collezione del Museum of Modern Art di New York. I moduli furono realizzati nell'officina centrale di Petroșani (Atelierele Centrale Petroșani), assemblati dall'ingegnere Ștefan Georgescu-Gorjan (1905-1985), amico di Brâncuși, e completati il 27 ottobre 1938. L'altezza totale dei sedici moduli romboidali è di 29,3 m.
Negli anni '50 il governo comunista rumeno progettò di demolire la colonna e trasformarla in rottami metallici, ma questo piano non fu mai eseguito. Dopo la Rivoluzione romena del 1989 e la caduta del regime comunista si è assistito a un rinnovato interesse nel restauro della colonna, che nel frattempo aveva subito inclinazioni, crepe, corrosione del metallo e soffriva di instabilità nelle fondamenta. Per queste ragioni il sito è stato inserito nella lista del World Monuments Watch del 1996 dal World Monuments Fund. Il restauro è stato facilitato dal Fondo, che ha organizzato incontri tra le parti interessate nel 1998 e ha fornito finanziamenti tramite American Express. Il sito è stato quindi restaurato tra il 1998 e il 2000 attraverso uno sforzo collaborativo del governo rumeno, del World Monuments Fund, della Banca Mondiale e di altri gruppi rumeni e internazionali. Dall'inizio del 2003 l'immagine della Colonna dell'infinito è stata inserita al centro dello stemma di Târgu Jiu.

## Parco Constantin Brâncuși
Le altre due sculture che compongono il complesso sono situate nel parco lungo il fiume Jiu.
La Tavola del Silenzio è un tavolo circolare in pietra circondato da dodici sedili a forma di clessidra, che simboleggiano il tempo. Il significato della scultura di Brâncuși è stato oggetto di numerose interpretazioni. Alcuni affermano che la Tavola del Silenzio rappresenti il momento prima della battaglia. Tuttavia, i sedili non sono posizionati vicino ai bordi del tavolo. Altri dicono che rappresenta l'Ultima Cena, in cui i dodici apostoli sono seduti attorno a Gesù: le sedie sarebbero per gli apostoli e il tavolo rappresenterebbe Gesù stesso.
Il Viale dei sedili, che collega i due complessi scultorei, è affiancato a intervalli regolari da panche di pietra e sedili dalla forma a clessidra squadrata, anch'essi disegnati da Brâncuși.
La Porta del Bacio, finemente e riccamente scolpita in travertino (marmo) di Banpotoc, presenta due motivi raffiguranti baci sui pilastri. L'intera porta ha una larghezza di 6,45 m e un'altezza di 5,13 m. Rappresenterebbe il passaggio a un'altra vita che avviene attraverso la Porta del Bacio.

## Valore artistico
È considerata la creazione fondamentale e l'unica opera pubblica su larga scala dello scultore rumeno Constantin Brâncuși che, invece di collocare il monumento in città, "ha collocato la città come elemento funzionale al centro del monumento". Aspetti caratteristici del complesso sono la semplicità astratta delle sculture, l'integrazione dell'arte monumentale, dell'ambiente urbano e del paesaggio, il contrasto tra la verticalità della Colonna Infinita e l'orizzontalità del parco circostante. L'inclusione del modesto tessuto costruito lungo il percorso processionale del Viale degli Eroi, la sequenza dinamica e l'armonia delle installazioni monumentali, le diverse trame delle opere scultoree e le loro elevate qualità estetiche rendono il Complesso monumentale di Târgu Jiu un capolavoro creativo dell'arte monumentale del XX secolo che ha svolto un ruolo chiave nella diffusione dell'arte site-specific, dell'installazione, dell'architettura del paesaggio e dell'arte pubblica.

## Galleria d'immagini

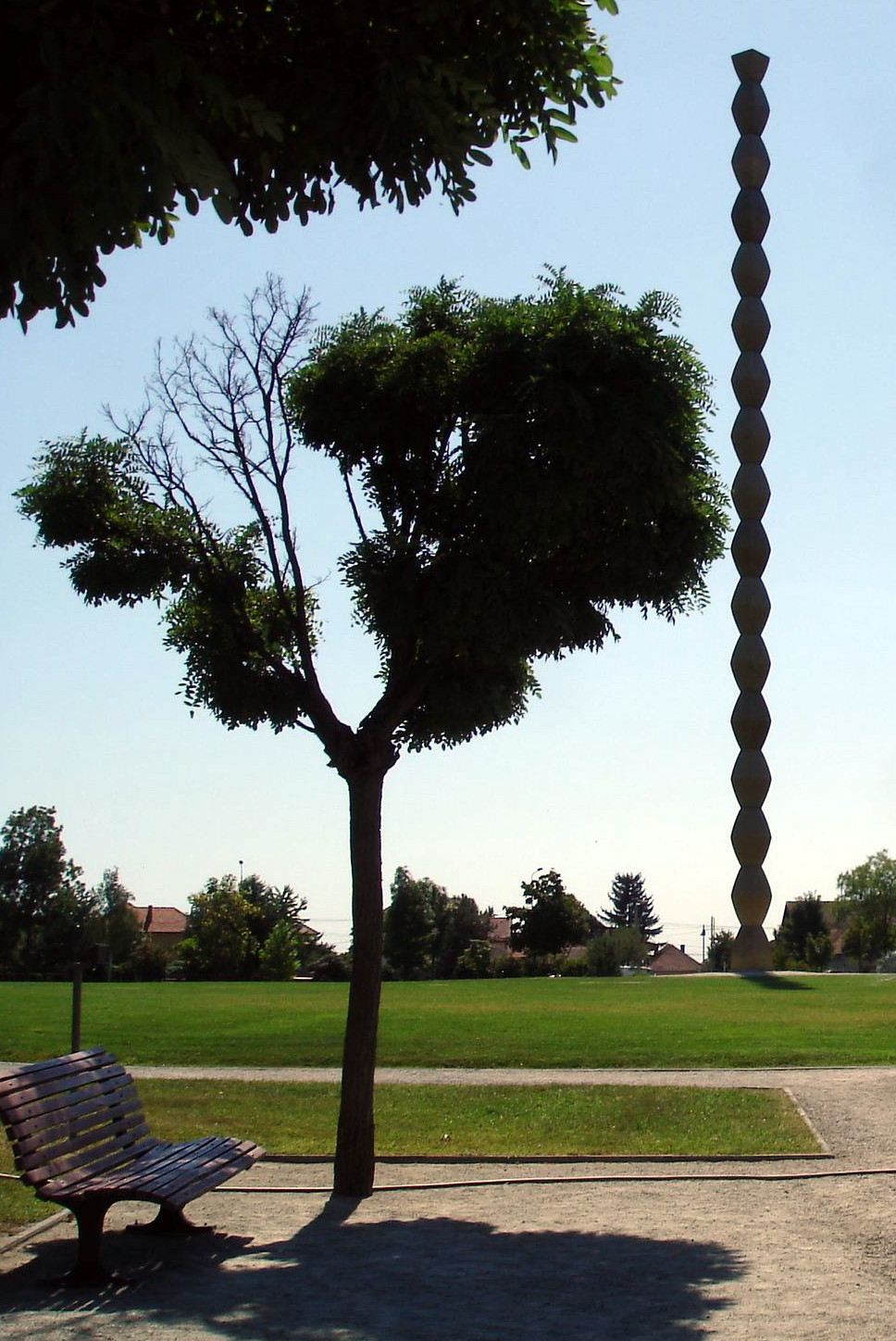
La Colonna dell'Infinito
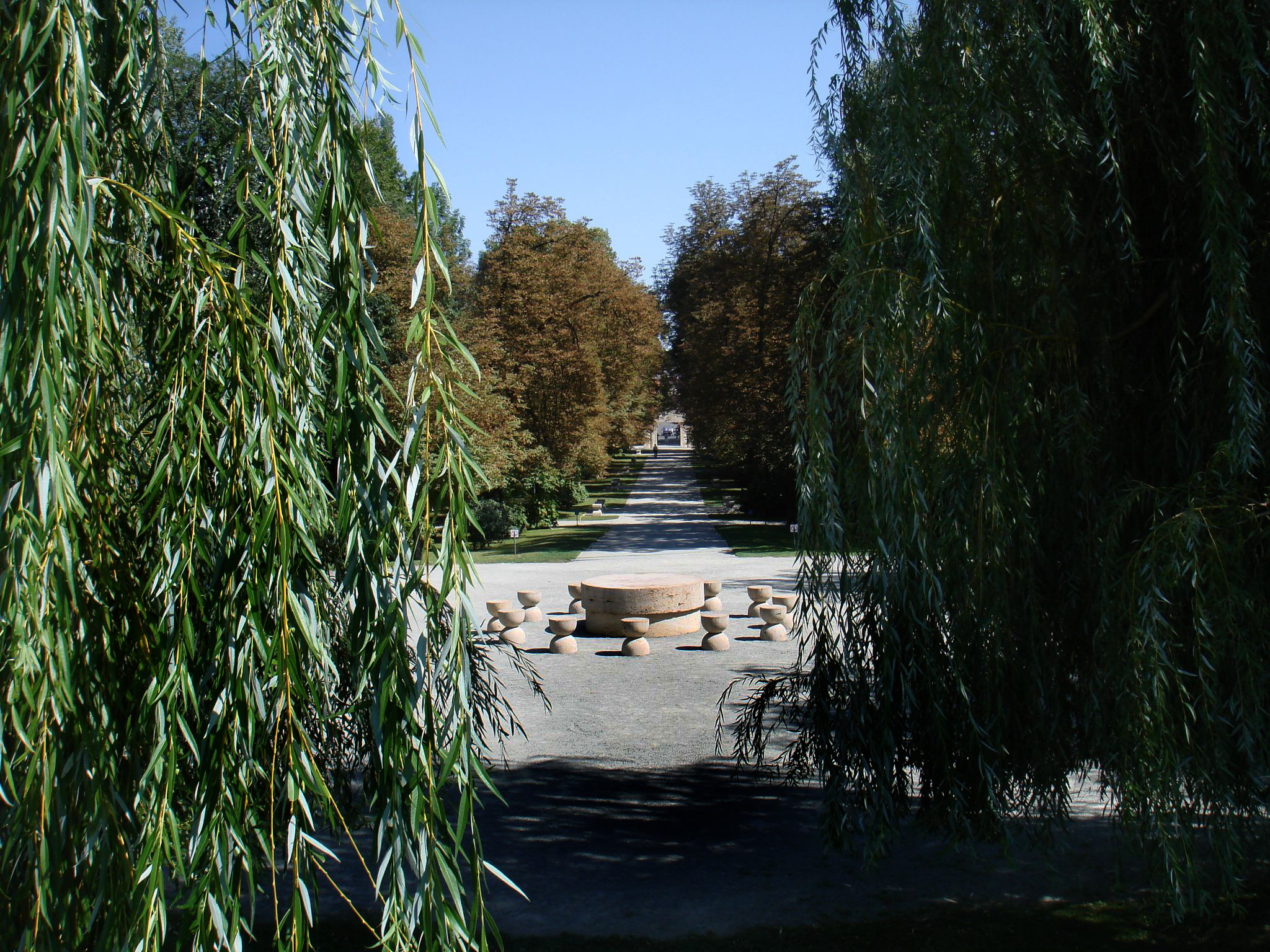
La Tavola del Silenzio
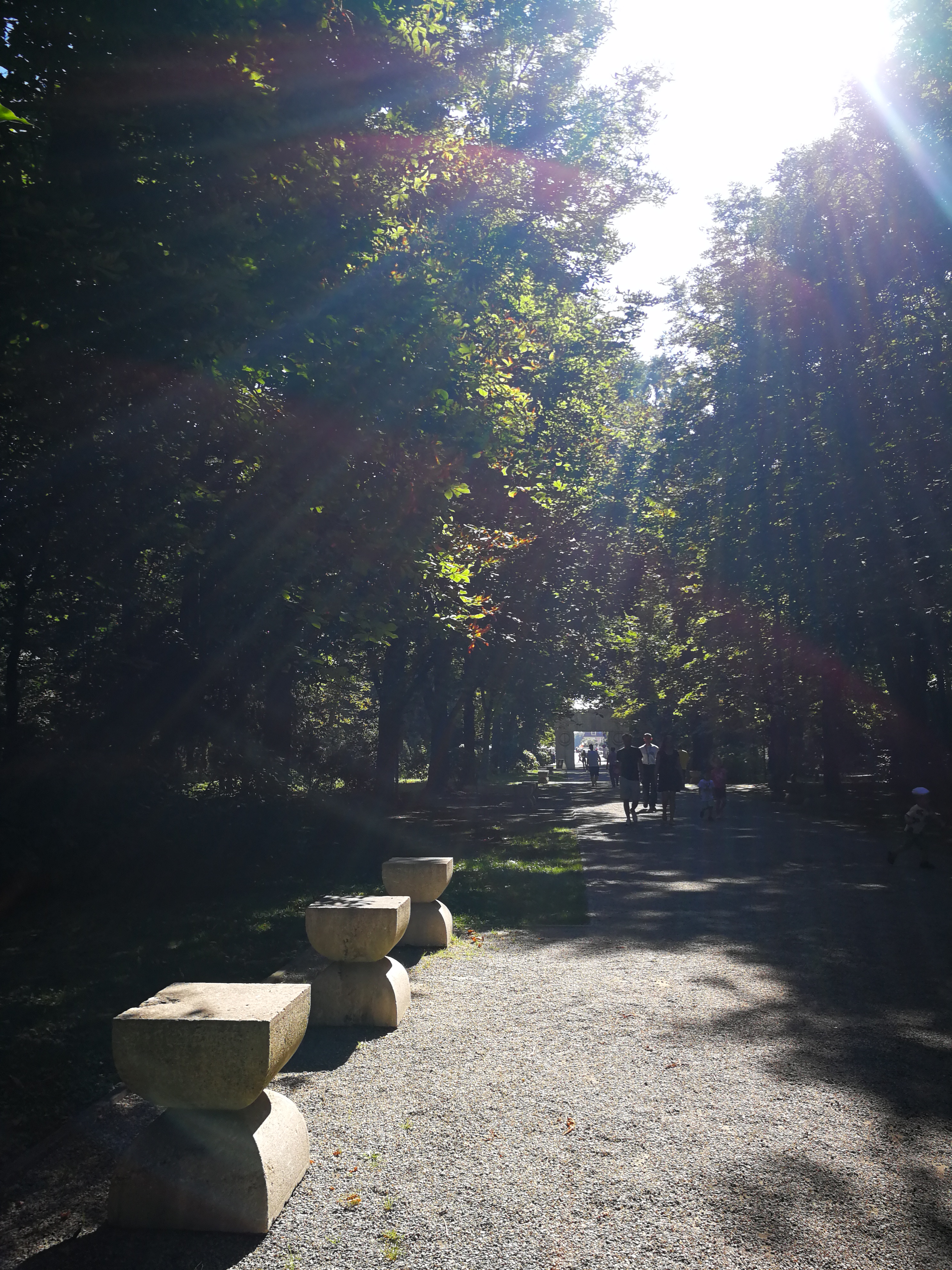
Il Viale dei sedili e, in fondo, la Porta del Bacio